# 东方荚果蕨
东方荚果蕨（学名：Matteuccia orientalis）为球子蕨科荚果蕨属下的一个种。其种加词“orientalis”意为“东方的”。
现接受名为东方荚果蕨（Pentarhizidium orientale (Hook.) Hayata, 1928）。